# Gyeryong

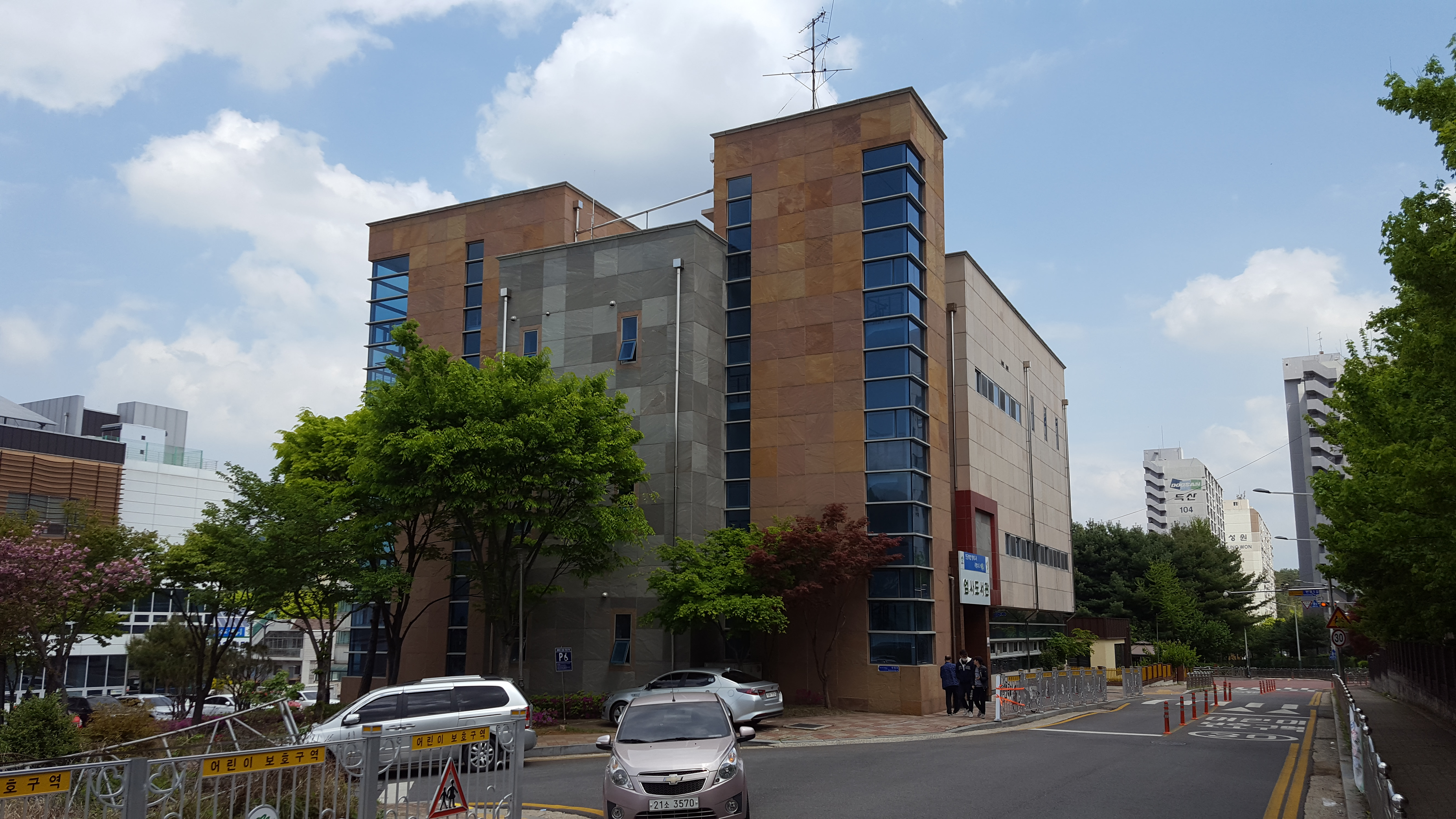
Bibliothek in Gyeryong (2019)

Gyeryong (계룡시) ist eine Stadt im Inneren der südkoreanischen Provinz Chungcheongnam-do mit einer Fläche von 60,7 km² und einer Bevölkerung von 43.188 Einwohnern im Jahr 2019. Die Stadt wurde 2003 durch eine Trennung von der Stadt Nonsan nach längerer lokaler Agitation gegründet und gehört damit zu den jüngsten Städten in Südkorea. Die Stadt ist auf die Bedürfnisse der Südkoreanischen Streitkräfte zugeschnitten und beherbergt das Hauptquartier der Armee, Luftwaffe und Marine des Landes. Knapp die Hälfte der Einwohner sind Angehörige des Militärs oder ihre Familien.
Das Gebiet, das heute Gyeryong genannt wird, war unter den älteren Bewohnern als Shindoan bekannt. Gyeryong ist aufgrund seiner geografischen Nähe auch als Satellitenstadt von Daejeon zu betrachten. Der an die Stadt angrenzende Berg Gyeryong Berg (Koreanisch: 계룡산) gilt als der Berg mit dem meisten Qi (spirituelle Energie) in Korea. Er bildet auch das Herz des Gyeryongsan-Nationalparks.

## Geschichte
Die Stadt Gyeryong und ihre Umgebung waren bis 1896 als Yeonsan-Gun bekannt. Nach der japanischen Kolonialisierung wurde sie in Nonsan eingegliedert. Später wurde Gyeryong als Standort für das Militär ausgewählt. 1989 zog das Militär- und Armeehauptquartier Gyeryongdae nach Gyeryong. 1991 wurde es vom Präsidenten als Sondergebiet ausgewiesen. Der Kongress von Südkorea stimmte einem speziellen Gesetzesentwurf zu, durch den die Stadt Gyeryong am 30. Juni 2003 gegründet wurde.

## Infrastruktur
Über einen Bahnhof und mehrere Nationalstraßen ist die Stadt mit dem Rest des Landes verbunden.